# Роман
Рома́н — литературный жанр, чаще прозаический, зародившийся в Средние века у романских народов, как рассказ на народном языке и ныне превратившийся в самый распространённый вид эпической литературы, изображающий жизнь персонажа с её волнующими страстями, борьбой, социальными противоречиями и стремлениями к идеалу. Будучи развёрнутым повествованием о жизни и развитии личности главного героя (героев) в кризисный, нестандартный период его жизни, отличается от повести объёмом, сложностью содержания и более широким захватом описываемых явлений.
В Средние века были распространены романы из рыцарской жизни (о короле Артуре, стихотворные версии о Тристане и Изольде и вариант в прозе «Роман о Тристане и Изольде», о Ланселоте и Амадисе Гальском). За ними последовали плутовской и разбойничий романы, добавившие струю реализма. Сатирический элемент был внесён Сервантесом и Рабле. В Великобритании было положено начало нравоучительному и сентиментальному роману (Дефо, Ричардсон, Филдинг, Голдсмит); там же получили впервые широкое развитие исторический роман (Вальтер Скотт), нравоописательный и психологический (Диккенс и Теккерей). Родиной реального и натуралистического романа стала Франция (Бальзак, Флобер, Золя, Гонкуры, Мопассан). Франция дала блестящих представителей романа идеалистической, романтической и психологической школ (Жорж Санд, Виктор Гюго, П. Бурже и др.). Немецкие и итальянские романы следовали английским и французским образцам. Во второй половине XIX и начале XX веков могучее влияние на европейскую литературу оказали скандинавский роман (Бьернсон, Юнас Ли, Хьелланн, Стриндберг) и русский (Достоевский, Л. Толстой).

## Виды романов

### По типу повествования
- с рождения героя до его смерти («Парфюмер», П. Зюскинд);
- с рождения героя до выхода его жизни из кризисного состояния («Дэвид Копперфильд», Чарльз Диккенс или «Бремя страстей человеческих», Уильям Сомерсет Моэм);
- с точки входа главного героя в кризисное состояние жизни до развязки («Преступление и наказание», Фёдор Достоевский)

### Разновидности романа
- Роман-сказка («Приключения Незнайки и его друзей», Николай Николаевич Носов);
- Роман-пунктир («Хранители порта», Леонид Могилёв);
- Роман-трилогия («Люди как боги», Сергей Снегов);
- Биографический роман («Шум времени», Джулиан Барнс);
- Детективный роман («В долгой тьме», Эд Макбейн);
- Исторический роман («Отверженные», Виктор Гюго);
- Любовный роман («Дневник Памяти», Николас Спаркс);
- Плутовской роман («Жизнеописание Гусмана де Альфараче, наблюдателя жизни человеческой»).
- Приключенческий роман («Остров сокровищ», Роберт Льюис Стивенсон);
- Психологический роман («Волхв», Джон Фаулз);
- Рыцарский роман («Ивэйн, или Рыцарь со львом»);
- Сатирический роман («Скотный двор», Джордж Оруэлл);
- Семейная сага («Сага о Форсайтах», Джон Голсуорси);
- Фантастический роман («Машина времени», Герберт Уэллс);
- Философский роман («Война и мир», Лев Николаевич Толстой);

## История термина
Название «Роман» возникло в середине XII века вместе с жанром рыцарского романа (старофранц. romanz от позднелат. romanice «на (народном) романском языке»), в противоположность историографии на латинском языке. Вопреки распространенному мнению, это название с самого начала относилось не к любому сочинению на народном языке (героические песни или лирика трубадуров никогда романами не назывались), а к тому, которое можно было противопоставить латинской модели, хотя бы и весьма отдаленной: историографии, басне («Роман о Ренаре»), видению («Роман о Розе»). Впрочем, в XII—XIII веках, если не позже, слова roman и estoire (последнее значит также «изображение», «иллюстрация») взаимозаменимы. В обратном переводе на латынь роман назывался (liber) romanticus, откуда в европейских языках и взялось прилагательное «романтический», до конца XVIII века значившее «присущий романам», «такой, как в романах», и только позже значение с одной стороны, упростилось до «любовный», зато с другой стороны дало начало названию романтизма как литературного направления.
Название «роман» сохранилось и тогда, когда в XIII веке на смену исполняемому стихотворному роману пришел прозаический роман для чтения (с полным сохранением рыцарской топики и сюжетики), и для всех последующих трансформаций рыцарского романа, вплоть до произведений Ариосто и Эдмунда Спенсера, которые мы называем поэмами, а современники считали романами. Сохраняется оно и позже, в XVII—XVIII веках, когда на смену «авантюрному» роману приходит роман «реалистический» и «психологический» (что само по себе проблематизирует предполагаемый при этом разрыв в преемственности).
Впрочем, в Англии сменяется и название жанра: за «старыми» романами остается название romance, а за «новыми» романами с середины XVII века закрепляется название novel (из итал. novella — «новелла»). Дихотомия novel/romance много значит для англоязычной критики, но скорее вносит дополнительную неопределенность в их действительные исторические отношения, чем проясняет. В целом romance считается скорее некой структурно-сюжетной разновидностью жанра novel.
В Испании, напротив, все разновидности романа называются novela, а произошедшее от того же romanice слово romance с самого начала относилось к поэтическому жанру, которому также суждена была долгая история, — к романсу.
Епископ Юэ в конце XVII века в поисках предшественников романа впервые применил этот термин к ряду явлений античной повествовательной прозы, которые с тех пор тоже стали называться романами.

## Проблема романа
В изучении романа существует две основные проблемы, связанные с относительностью его жанрового единства:
- Генетическая. Между историческими разновидностями романа можно установить лишь пунктирную, с трудом различимую преемственность. С учётом этого обстоятельства, а также на основании нормативно понятого жанрового содержания не раз делались попытки исключить из понятия романа «традиционный» тип романа (античный, рыцарский и вообще авантюрный). Таковы концепции Д.Лукача («буржуазный эпос») и М. М. Бахтина («диалогизм»)[5].
- Типологическая. Есть тенденция рассматривать роман не исторически, а как стадиальное явление, закономерно возникающее в ходе литературной эволюции, и причислять к нему некоторые крупные повествовательные формы в «средневековых» (до-современных) Китае, Японии, Персии, Грузии и т. д.[6]

## Возникновение жанра
С историко-литературной точки зрения невозможно говорить о возникновении романа как жанра, поскольку по существу «роман» — это инклюзивный термин, перегруженный философскими и идеологическими коннотациями и указывающий на целый комплекс относительно автономных явлений, не всегда связанных друг с другом генетически. «Возникновение романа» в этом смысле занимает целые эпохи, начиная с античности и заканчивая XVII или даже XVIII веком. Огромное значение при этом имели процессы конвергенции, то есть усвоение и поглощение нарративных классов и типов из соседних литературных рядов.

### Циклизация новелл
Есть точка зрения, согласно которой роман (во всяком случае, роман Нового времени) возникает в результате процесса так называемой «циклизации новелл», то есть механического нанизывания эпизодов, каждый из которых бытовал ранее как отдельная новелла или анекдот. Считалось, что рамочно объединённые сборники новелл, такие как «Декамерон» Боккаччо или «Кентерберийские рассказы» Чосера, постепенно развивали сквозной сюжет и композицию большой формы. Такова теоретическая догма ОПОЯЗа, разработанная Виктором Шкловским, популяризованная Борисом Томашевским в его «Теории литературы» и принятая советским литературоведением, поскольку она удобно ложилась в социологическую схему классово детерминированной истории литературы.
Однако всё это лишь умозрительная конструкция, поскольку в реальной истории литературы неизвестны переходные формы от сборника новелл к плутовскому роману, зато трансформация рыцарского романа в плутовской прослеживается на множестве примеров. К тому же «циклизованные» сборники новелл несомненно восходят к типу «обрамленной повести», один образец которой, «Роман о семи мудрецах», пользовался огромной популярностью в средневековой Европе.

## Из истории жанра

### Дискуссии о романах
Общие места в критике романа, начиная уже с позднего средневековья, — обвинения в нарушении эстетических норм и «аморальности», те же, что предъявляются современной массовой культуре.
Антонио Минтурно в «Поэтическом искусстве» (1563) категорически заявил, что роман есть изобретение варваров, а эпическое совершенство воплощено в произведениях Гомера и Вергилия, примеру которых во веки веков обречен следовать любой эпический поэт. Поэзия хотя и отражает перемену обычаев и нравов, ни на шаг не вольна отступать от своих вековечных законов.
В 1665 Пьер Николь в «Письме о ереси сочинительства» (Lettre sur l’hérésie imaginaire) назвал авторов романов и пьес, описывающих преступные страсти, «отравителями душ». Его бывший ученик Жан Расин, принявший обвинение на свой счёт, резко ему возразил в ответном письме.
Диалог Никола Буало «Герои романа» (начат в 1664 и скоро уже читался в салонах, закончен в 1672, но опубликован лишь в 1713, поскольку автор не хотел огорчать мадемуазель де Скюдери) обвинял романы в манерности стиля, полном непонимании истории, курьезном смешении примет XVII века с обстановкой Эллады и Рима.
Маркиза де Ламбер в «Материнском поучении к дочери» (Avis d’une mère à sa fille, 1728) предостерегает девушек от чтения романов, которые вносят сумятицу в голову и разлад в сердце, губят стыдливость, развивают порочные наклонности.
Вольтер заявил в 1733 году, что «новые романы» — это «лишь развлечение для легкомысленной молодежи», порядочные литераторы должны их презирать. Позднее, в «Веке Людовика XIV», эти обвинения он повторил и в адрес «старых» романов, XVII века.
В 1734 аббат Ленгле-Дюфренуа опубликовал под псевдонимом Гордон де Персел двухтомный трактат «О пользе романов …» (De l’usage des romans…), а в 1735 он же, уже под собственным именем, напечатал книгу «Справедливые обвинения против романов» (Histoire justifiee contre les romans). В этих двух книгах выражались прямо противоположные точки зрения.
В 1735 вышло «Чудесное путешествие принца Фан-Фередена в страну Романсию» отца Бужана, пародия на прециозный роман, ставившая своей целью вызвать у читателей романов отвращение к ним.
В 1736 иезуит Шарль Поре произнёс по-латыни публичную речь «О книгах, в просторечии именуемых романами…» (De libris qui vulgo dicuntur Romanses…). Это была горячая проповедь против романов, которые своим обилием душат другие литературные жанры, портят нравы, прививают вкус к порокам, заглушают семена добродетели. В речи содержалось обращение к властям с призывом пресечь это зло, представляющее собою угрозу надежде на спасение души, и принять против романа самые строгие меры. Речь Шарля Поре скоро была напечатана отдельной брошюрой, журнал «Мемуары Треву», издаваемый иезуитами, посвятил ей специальный номер: она была переведена на французский язык и сопровождалась одобрительным комментарием.
В 1737 во Франции был издан королевский указ, согласно которому печатать новые романы на территории Франции отныне можно было лишь с особого разрешения (так называемый «запрет на романы», proscription des romans).
Аббат Жакен в «Беседах о романах» (Armand-Pierre Jacquin, Entretiens sur les romans, 1755) повторил все наиболее резкие обвинения отца Поре, и его сочинение стало самой известной книгой «против романа» в XVIII веке.
В 1765 году вышел 14 том «Энциклопедии» со статьёй «Роман», в которой её автор, Луи де Жокур, предъявил этому жанру традиционные обвинения в аморальности и антиэстетизме.

### Исторические формы романа

#### Античный роман
- «Вавилонская повесть» Ямвлиха
- «Эфиопика» Гелиодора
- «Херей и Каллироя» Харитона
- «Левкиппа и Клитофонт» Ахилла Татия
- «Дафнис и Хлоя» Лонга
- «История Аполлония Тирского»
- «Золотой осёл» Апулея
- «Сатирикон» Петрония

#### Рыцарский роман
Идеалы и традиции рыцарства отразились, наряду с лирической поэзией трубадуров или миннезингеров, в многочисленных романах, составлявших любимое чтение высшего общества и постепенно получивших своеобразную окраску в духе рыцарского кодекса, с которым сюжеты некоторых из них, относившиеся к более ранней эпохе, первоначально не имели ничего общего.
Рыцарские мотивы проникают, например, в романы так называемого бретонского цикла, которые были связаны с личностью легендарного короля Артура и рыцарей Круглого Стола. Христианские легенды вызвали к жизни знаменитые стихотворные романы Робера де Борона (XII в.) «Иосиф Аримафейский» (ныне известный как «Роман о Граале»), «Мерлин», «Парцифаль» (не сохранился), прозаический роман «Св. Грааль», ранее приписывавшийся Вальтеру Мапу и др. Наряду с этими произведениями, носящими религиозную окраску, в состав цикла входили и чисто светские романы, воссоздававшие жизнь, подвиги и любовные похождения сподвижников Артура или таких лиц, деяния которых были только впоследствии отнесены к эпохе британского короля и поставлены в связь с героями Круглого Стола (Тристан, Ланселот и др.). Французский трувер XII века Кретьен из Труа в особенности содействовал тому, что рыцарские идеалы придали совершенно новую окраску романам бретонского цикла (см. «Персеваль, или Повесть о Граале»).
Бретонские романы оказали влияние на Тассо, Ариосто, Баяра; заметны следы их воздействия на Спенсера, даже на Шекспира. Особенно пришлись они по вкусу немецким поэтам, которые не раз переводили или переделывали их; так, например, Вольфраму фон Эшенбаху принадлежит одна из лучших обработок легенды о Парцифале, а Готфрид Страсбургский по-новому осветил легенду о Тристане и Изольде в своём стихотворном романе «Тристан».
Рыцарские идеалы проникли и в так называемый античный цикл. Они придали оригинальную окраску роману о Троянской войне, написанному Бенуа де Сент-Мором в XII веке. Роман этот, не имеющий ничего общего с «Илиадой» и придерживающийся апокрифических сочинений троянца Дареса и критянина Диктиса, произвёл громадное впечатление на проникнутое рыцарскими идеалами общество. То же самое в другом романе античного цикла — об Александре Македонском, авторами которого были Ламбер и Александр Парижский; в этом обширном стихотворном романе, изображающем фантастические приключения, героем которых будто бы был Александр Великий, знаменитый завоеватель всецело проникнут рыцарским духом, обнаруживает благородство души, чисто христианские добродетели, галантность по отношению к женщинам. Образование, будто бы им полученное в юности, совпадает с тем, которое в средние века считалось обязательным для человека из высшего круга.
Популярность рыцарских романов держалась долго; даже когда рыцарство уже пало и его традиции были почти забыты, они продолжали интересовать и вдохновлять читателей в различных европейских странах; даже в начале XVII века автору «Дон Кихота» пришлось осмеивать увлечение своих соотечественников старыми романами, всё ещё не забытыми.

#### Аллегорический роман
Особый случай представляют собой некоторые средневековые аллегорические повествования, называемые романами. С одной стороны, они входят в обширный корпус средневековой аллегорической литературы, восходящей к церковным латинским апологам, вершиной которой стала «Божественная комедия» Данте. С другой стороны, тематически и формально они связаны с рыцарским романом. Наиболее известный пример такого рода — «Роман о Розе».
- В «Романе о Милосердии» Затворника из Мольена Милосердие удалилось в Небесный Иерусалим, и его поиски дают нам возможность увидеть все «состояния мира».
- Гюон Ле Руа описывает в своем «Турнире Антихриста» битву Добродетелей и Пороков; она разворачивается в Броселианде, неподалёку от волшебного источника, упомянутого в «Ивейне» Кретьена де Труа: король Артур и его рыцари сражаются с Антихристом и пороками.
- В основе «Романа о груше» Тибо лежит эмблематическая аллегория.

Несколько в стороне стоят повествования, основанные на животной басне и устной традиции животной сказки, смонтированные по образцу сатирических ди, в том числе знаменитый «Роман о Ренаре».
- «Новый Ренар» уроженца Лилля Жакмара Жиеле (около 1290 г.)
- «Ренар Наизнанку» (первая половина XIV века)
- «Фовель» (начало XIV века): герой романа — эмблематический конь. Финальная свадьба Фовеля и Суетной Славы предвещает явление Антихриста и конец света.

#### Роман нравов
Английская революция 1688 года, совершённая главным образом английской буржуазией, приковала всё внимание английских писателей. Для неё были основаны журналы Адиссона и Стила («Болтун», Tatler, 1709; «Зритель», The Spectator, 1711—1712), для неё Дефо написал своего «Робинзона» (1719), для неё же Ричардсон, около середины XVIII века, создал новый вид романа — семейный роман в письмах, где автор проникает в глубь английской богобоязненной буржуазной семьи и находит там драмы трогательные, потрясающие и отчасти способные заменить отсутствие сколько-нибудь сносных пьес на тогдашней сцене. Недаром Дидро называл романы Ричардсона настоящими драмами. Подробное изложение разговоров, обстоятельность описаний, микроскопический анализ душевных движений представляли такое необычное явление в тогдашней беллетристике, что романы Ричардсона сразу приобрели большую популярность.
В противоположность Ричардсону, тратившему целые страницы на описание характера героя или героини, Генри Филдинг умел обрисовывать их двумя-тремя чертами, и Теккерей справедливо называет Филдинга учителем всех английских романистов. Но главным достоинством Филдинга был его юмор, добродушный, оригинальный, всепрощающий. Подкладкой его насмешек всегда была любовь к человеку, напоминающая Сервантеса, которого он недаром считал своим образцом. Своими произведениями Филдинг окончательно установил тип английского реального нравоописательного романа.
Последующие романисты расширяют сферу своих наблюдений: Смоллетт вставляет в свои романы картины из быта английских моряков, Голдсмит — из жизни духовенства, Вальтер Скотт задаётся целью воскресить жизнь средневекового человека, Диккенс, Теккерей, Чарльз Кингсли и их многочисленные последователи касаются всех язв английской жизни, разоблачают недостатки английских учреждений и закладывают таким образом основы социального романа.

#### Психологический роман
Психология любовной страсти в повести «Фьямметта» (1343, опубликована в 1472 году) Джованни Боккаччо не могла не оказать влияния на возникновение психологического романа во Франции XVII века.
В XVIII веке, отодвинутый Вольтером в область субъективизма и тенденции, роман снова вступает на психологическую почву в «Новой Элоизе» Руссо (1761), которая надолго становится идеалом любовно-психологического романа. Несмотря на то, что «Новая Элоиза» знаменует собой поворот к идеализму, в изображении страсти любовников Руссо шел по следам аббата Прево, автора «Манон Леско» (1731). Вместо прежней салонной галантности, выражавшейся полунамеками и полупризнаниями, Руссо выводит на сцену чувство страстное, уничтожающее на своем пути все искусственные перегородки, говорящее не искусственным жаргоном Скюдери (прециозная литература), а пламенной речью, от которой захватывает дух и кружится голова. Вот почему роман Руссо показался его современникам откровением; вот почему он вызвал столько подражаний, во главе которых стоит «Вертер» Гёте.
В XIX веке Золя (1840—1902), в конце концов, отодвинул на задний план душу человека и заменил изучение человеческих характеров изучением обстановки, в которой они развивались. В результате получилось весьма неполное и одностороннее освещение жизни, против которого восстали даже поклонники Золя. Литературной манере Золя нанёс удар Ги де Мопассан (1850—1893), который снова поставил реальный роман на психологическую основу.
В XX веке психологический роман приобретал во Франции все большую популярность; его представители — Поль Бурже, Анатоль Франс и др. — умели весьма искусно вплетать в ткань рассказа социальные мотивы.

#### Китайский классический роман
Канонический список включает четыре произведения («Троецарствие», «Речные заводи», «Путешествие на Запад» и «Сон в красном тереме»). Первые два романа написаны в XIV веке, третий — в XVI, четвертый — в XVIII. В своё время к этому списку относился также эротический роман «Цветы сливы в золотой вазе», пока «Сон в красном тереме» не заменил его.

### Развитие романа в Европе

#### Французский роман
- «Роман о Ренаре»
- «Окассен и Николетта»
- «Флуар и Бланшефлор»
- «Маленький Жан из Сантре» Антуана де ла Саля
- Франсуа Рабле, «Гаргантюа и Пантагрюэль»
- Д’Юрфе, «Астрея»: образ влюбленного пастушка Селадона, действующего в воображаемой пастушеской стране, управляемой женщинами
- «Комический роман» Скаррона, сознательно противопоставлявшийся галантному роману
- Выделяется как особая жанровая разновидность плутовской роман — «Жиль Блаз» и «Хромой бес» Лесажа (начало XVIII века)
- психологический роман, в котором центральное место занимает уже не авантюра, а глубокие противоречия и контрасты в сознании героев, борющихся за своё счастье, за свои нравственные идеалы. Ярчайшим примером этого может быть названа «Новая Элоиза» Руссо.
- В ту же эпоху, что и Руссо, выступает Вольтер со своими философскими сказками («Кандид»).
- Наряду с этим развивается психологический роман: «Рене» и «Атала» Шатобриана.
- романы рококо с их культом чувственности, посвященные утонченной эротике, оказали большое влияние на французское общество второй половины XVIII века (например, Кувре — «Любовные похождения кавалера де Фобла»).
- Начало психологическому роману положил Прево своим знаменитым романом «Манон Леско».
- В. Гюго
- Э. Сю
- Дюма-отец
- Ретиф де ла Бретонн
- Б. Констан («Адольф»)
- Лакло
- Стендаль, «Красное и чёрное»
- Бальзак, «Человеческая комедия»
- Флобер, «Госпожа Бовари»
- Жорж Санд
- Дюма-сын
- братья Эдмон и Жюль Гонкуры
- Золя, «Ругон-Маккары»
- Альфонс Додэ, «Тартарен из Тараскона»
- Мопассан, «Жизнь», «Милый друг», «Пьер и Жан», «Наше сердце»
- экзотический, колониальный роман (Пьер Лоти, Клод Фаррер, Л. Жаколио)
- М. Прево
- М. Пруст
- Луи-Фердинанд Селин, «Путешествие на край ночи»
- Р. Роллан
- А. Жид
- Анатоль Франс

#### Испанский роман
- «Амадис Гальский»
- плутовской роман:
  - «Ласарильо с Тормеса»
  - Матео Алеман «Гусман де Альфараче»
  - Кеведо «История пройдохи по имени дон Паблос»

Именно испанские писатели создали этот законченный тип героя-плута и ввели в мировую литературу характерное его название — picaro; по их стопам во Франции шёл Лесаж.
- Сервантес «Дон Кихот»

#### Английский роман
- Дж. Свифт «Путешествия Гулливера»
- Д. Дефо «Робинзон Крузо»
- Ричардсон со своими тремя романами в письмах, в достаточной мере растянутыми и изображающими непоколебимую моральную стойкость мелкобуржуазных женщин (Клариссы, Памелы) перед обольщениями аристократических «ловеласов»
- Стерн «Тристрам Шенди».
- Филдинг «История Тома Джонса, найденыша»
- Смоллет «Родерик Рэндом», «Перегрин Пикль»
- Вальтер Скотт, автор многочисленных исторических романов с роялистским оттенком
- Бульвер-Литтон, «Пелэм, или Приключения джентльмена», «Пол Клиффорд», «Кенелм Чилингли»
- Диккенс, «Дэвид Копперфильд», «Приключения Оливера Твиста» и «Николас Никльби»
- Теккерей «Ярмарка тщеславия»
- Сёстры Бронте: Бронте, Шарлотта, «Джейн Эйр», Эмили, «Грозовой перевал», Энн, «Незнакомка из Уайлдфелл-Холла»
- Джейн Остин «Гордость и предубеждение», «Разум и чувства»
- «готический роман», представленный Уолполом и Анной Радклифф с их интересом к средневековью, загадочным и необычайным приключениям
- Джеймс Джойс «Улисс»

#### Американский роман
- Эптон Синклер
- Синклер Льюис
- Теодор Драйзер
- Фрэнсис Скотт Фицджеральд
- Джон Апдайк
- Роберт Пенн Уоррен
- Дос-Пассос
- Томас Вулф
- Уильям Фолкнер
- Эрнест Хемингуэй
- Джон Стейнбек
- Айн Рэнд
- Дэниел Киз («Цветы для Элджернона»)

#### Немецкий роман
- рыцарский роман (Гартман фон дер Ауэ, Готфрид Страсбургский, Вольфрам фон Эшенбах)
- «Поп Амис» Штрикера, содержащий весёлые истории о попе
- «Тиль Уленшпигель» — сто похождений насмешливого и разбитного бродячего ремесленника
- Гриммельсгаузен «Симплициссимус», повествующий о приключениях мальчика в эпоху Тридцатилетней войны
- Гёте, «Страдания юного Вертера», «Вильгельм Мейстер» своеобразно развенчивает романтику, приходя к очень углубленным реалистическим обобщениям, хотя следы прошлого периода сказываются и здесь
- Жан-Поль
- Новалис («Генрих фон Офтердинген»)
- Фридрих Шлегель («Люцинда»)
- Тик («Вильям Ловель»)
- Гофман, («Эликсиры Сатаны», «Житейские воззрения кота Мурра», «Серапионовы братья»
- Иммерман со своим знаменитым «Мюнхгаузеном» (1838—1839)
- Гуцков, «Рыцари духа», «Римский кудесник»
- Шпильгаген
- Ауэрбах («Дача на Рейне»)
- Зудерман
- Генрих Манн, «Верноподданный»
- Томас Манн, «Будденброки», «Волшебная гора»
- Эрих Мария Ремарк (Три товарища, Жизнь взаймы, Чёрный обелиск)
- А. Зегерс («Восстание рыбаков»)
- Фейхтвангер («Успех», «Семья Оппенгейм»).

#### Русский роман
К началу XVIII века из моралистической, нравоописательной повести («Повесть о Горе-Злочастии», «Савва Грудцын» и др.) выросла постепенно мещанская новелла, ярким образцом которой является «Повесть о Фроле Скобееве».
- Матвей Комаров
- Михаил Чулков «Пригожая повариха»

Василий Нарежный в 1814 году опубликовал роман «Российский Жильблаз», считающийся первым в истории литературы русским бытовым мещанским романом. Это нравоучительный роман приключений, несущий в себе реалистичные зарисовки нравов российской провинции. Написан на смеси старого, высокопарного XVIII века, экзальтированного, обоснованного школой Сентиментализма, и нового, тогда только зарождающегося, т. н. «декабристского» литературных языков.
В 20—30-х годы XIX века и мещанский и дворянский нравоописательный роман продолжают развиваться. Это время характерно отчаянной борьбой за «первенство» в нахождении и утверждении новых литературных форм. Так как к середине 1820-х годов Нарежный был уже признанным первооткрывателем русского прозаического романа, Пушкин объявил себя создателем нового жанра — романа в стихах, соединив в «Евгении Онегине» форму и отчасти портрет главного героя байроновского «Чайльд Гарольда» с описанием жизни русской усадебной жизни. Гоголь же, вовсе «опоздав» с названием роман, по пушкинскому образцу, но как бы «наоборот», решил назвать свои «Мёртвые души», фактически являющиеся романом, «поэмой в прозе».
Романы Фаддея Булгарина «Иван Выжигин» (1829) и «Пётр Иванович Выжигин» (1831) — являются первыми образцами полноценного русского романа. Содержанием и формой они решительно повлияли на создание многих последующих произведений этого жанра, таких как «Дубровский», «Мёртвые души», «Тысяча душ», «Война и мир». Будучи человеком предприимчивым, и воспользовавшись тем, что Нарежный ещё при жизни своей стоял в стороне от литературных кругов, а к 1829 году, через 4 года после своей смерти, был фактически забыт, Булгарин не преминул объявить своего «Выжигина» «первым русским романом», что отчасти, если учесть занимательность и глубину повествования, а также превосходный современный русский язык, было правдой.
- Александр Пушкин — роман в стихах «Евгений Онегин»
- Николай Гоголь — роман-поэма «Мертвые души»
- Михаил Лермонтов
- Иван Тургенев
- Иван Гончаров
- Алексей Писемский
- Николай Лесков
- Александр Герцен
- Николай Чернышевский
- Фёдор Достоевский
- Лев Толстой
- Николай Помяловский
- Василий Слепцов
- Иннокентий Омулевский (Фёдоров) — «Шаг за шагом»
- Валерий Брюсов — «Огненный ангел»
- Андрей Белый — «Серебряный голубь», «Петербург»
- Дмитрий Мережковский
- Иван Бунин
- Владимир Набоков
- Максим Горький, «Мать», «Жизнь Клима Самгина»
- Михаил Шолохов
- Александр Фадеев — роман «Молодая гвардия»
- А. Н. Толстой
- Леонид Леонов
- Илья Эренбург
- Борис Пастернак — «Спекторский», «Доктор Живаго»
- Булгаков, Михаил Афанасьевич
- Венедикт Ерофеев — поэма в прозе «Москва — Петушки»
- Саша Соколов
- Андрей Битов — «Пушкинский Дом»